# Asymmetrisk krigsførelse
 Der er for få eller ingen kildehenvisninger i denne artikel, hvilket er et problem. Du kan hjælpe ved at angive troværdige kilder til de påstande, som fremføres i artiklen.

Asymmetrisk krigsførelse beskriver en form for krigsførelse, hvor to parter har forskellige militære kapaciteter eller metoder til krigen. I et sådant tilfælde må den svage part udnytte sine specielle fordele eller modstanderens svagheder for at have nogen mulighed for at opnå sine mål.
Når en stor veludrustet hær sendes i krig langt borte, kan den opleve nedslidning af korpsånden, alene på grund af de lange forsyningslinjer. Herefter kan en svagere modstander begynde at udføre nålestiksangreb. Disse angreb må så imødegås med ressourcekrævende bestræbelser på at forsvare den store hær, hvilket blot forøger nedslidningen og mindsker soldaternes motivation.
Begrebet opstod under NATO-kampagnen Operation Allied Force mod Jugoslavien i 1999[kilde mangler], men er som fænomen flere hundrede år gammelt. Den jugoslaviske hær benyttede sig af vildledning og camouflage for at fortsætte modstanden på trods af en massiv luftkampagne fra NATOs side.
Under krigen i Afghanistan, hvor Danmark deltog i ISAF-styrken, benyttede Taliban sig af assymmetrisk krigsførelse. Det internationale samfund med USA i spidsen sendte det ypperligste militære isenkram til Afghanistan og var med radarer, satellitter, bombefly, helikoptere, artilleri og fjernstyrede droner fjenden langt overlegen. Derfor kom der færre af de klassiske kampe med to fronter. Taliban måtte i stedet ty til asymmetrisk krig med selvmordsbomber, improviserede miner og nedgravede vejsidebomber.
En stærk hær vil tabe, hvis den ikke vinder.
En svag guerilla vil vinde, hvis den ikke taber.
Guerillakrig er et eksempel på asymmetrisk krigsførelse.

## Kendetegn
Mao Zedong var i en lang årrække i første halvdel af 1900-tallet leder af en guerilla-bevægelse, hvis langstrakte kampe, skiftevis mod politiske modstandere i Kina og mod japanske invasionsstyrker, i 1949 førte til oprettelsen af Folkerepublikken Kina. I en lærebog om krigsførelse fra 1938 opdeler Mao guerillakrigsførelse i tre faser:
- i første fase skulle en oprørshær helt undgå angreb på modstanderen, for her ville man uundgåeligt tabe, men i bevæge sig ud i landet, og måske provokere modstanderen til angreb på lokalbefolkningen, hos hvem man opholdt sig, hvorved man kunne vinde støtte hos denne lokalbefolkning,
- i anden fase skulle oprørshæren udføre nålestiksangreb på velvalgte kommunikationslinjer og andre vigtige mål hos modstanderen,
- i tredje fase kunne oprørshæren opbygge egentlige landstyrker, som kunne gå i åben kamp med modstanderen, og gradvist erobre dennes territorium, afsluttende med hovedstaden.

## Eksempler på asymmetriske krige
- Hannibals felttog i Italien under anden puniske krig (218-202 f.Kr.)
- Boerkrigen (1899-1902)
- Araberopstanden (1916-1918)